# Svätý Peter (powiat Komárno)
Svätý Peter (węg. Szentpéter, Komáromszentpéter) – wieś i gmina (obec) w powiecie Komárno w kraju nitrzańskim na Nizinie Naddunajskiej na Słowacji.